# Tour de Suisse 2019
83. edycja wyścigu kolarskiego Tour de Suisse odbyła się od 15 czerwca do 23 czerwca 2019 roku. Trasa tego wieloetapowego wyścigu liczyła dziewięć etapów, o łącznym dystansie 1 172,7 km. Wyścig zaliczany był do rankingu światowego UCI World Tour 2019.

## Uczestnicy
Do wyścigu przystąpiło 21 ekip. Wśród nich wszystkie osiemnaście ekip UCI World Tour 2019 oraz trzy inne zaproszone przez organizatorów.
Lista drużyn uczestniczących w wyścigu:
| Numery  | Kod | Drużyna               |
| ------- | --- | --------------------- |
| 1-7     | DQT | Deceuninck-Quick Step |
| 11-17   | BOH | Bora-Hansgrohe        |
| 21-27   | TJV | Team Jumbo-Visma      |
| 31-37   | AST | Astana Pro Team       |
| 41-47   | INS | Team Ineos            |
| 51-57   | UAD | UAE Team Emirates     |
| 61-67   | MOV | Movistar Team         |
| 71-77   | MTS | Mitchelton-Scott      |
| 81-87   | SUN | Team Sunweb           |
| 91-97   | GFC | Groupama–FDJ          |
| 101-107 | TBM | Bahrain-Merida        |

| Numery  | Kod | Drużyna                   |
| ------- | --- | ------------------------- |
| 111-117 | TFS | Trek-Segafredo            |
| 121-127 | ALM | Ag2r-La Mondiale          |
| 131-137 | EFD | EF Education First        |
| 141-147 | LTS | Lotto Soudal              |
| 151-157 | CCC | CCC Team                  |
| 161-167 | KAT | Team Katusha-Alpecin      |
| 171-177 | DDD | Dimension Data            |
| 181-187 | TDE | Team Total Direct Energie |
| 191-197 | RLY | Rally UHC Cycling         |
| 201-207 | SUI | Reprezentacja Szwajcarii  |

## Etapy
| Etap | Data       | Start – Meta                              | km    | Typ         | Zwycięzca etapu   | Lider          |
| ---- | ---------- | ----------------------------------------- | ----- | ----------- | ----------------- | -------------- |
| 1    | 15 czerwca | Langnau im Emmental                       | 9,5   | ITT         | Rohan Dennis      | Rohan Dennis   |
| 2.   | 16 czerwca | Langnau im Emmental – Langnau im Emmental | 159,6 | Pagórkowaty | Luis León Sánchez | Kasper Asgreen |
| 3.   | 17 czerwca | Flamatt – Murten                          | 162,3 | Pagórkowaty | Peter Sagan       | Peter Sagan    |
| 4.   | 18 czerwca | Murten – Arlesheim                        | 163,9 | Pagórkowaty | Elia Viviani      | Peter Sagan    |
| 5.   | 19 czerwca | Münchenstein – Einsiedeln                 | 177   | Górski      | Elia Viviani      | Peter Sagan    |
| 6.   | 20 czerwca | Einsiedeln – Flumserberg                  | 120,2 | Górski      | Antwan Tolhoek    | Egan Bernal    |
| 7.   | 21 czerwca | Unterterzen – Przełęcz św. Gotarda        | 216,6 | Górski      | Egan Bernal       | Egan Bernal    |
| 8.   | 22 czerwca | Goms - Goms                               | 19,2  | ITT         | Yves Lampaert     | Egan Bernal    |
| 9.   | 23 czerwca | Goms                                      | 144,4 | Górski      | Hugh Carthy       | Egan Bernal    |

### Etap 1 – 15.06: Langnau im Emmental, 9,5 km
| #   | Zawodnik          | Zespół | Czas    |
| --- | ----------------- | ------ | ------- |
| 1.  | Rohan Dennis      | TBM    | 10' 50" |
| 2.  | Maciej Bodnar     | BOH    | + 0"    |
| 3.  | Michael Matthews  | SUN    | + 1"    |
|     |                   |        |         |
| 23. | Łukasz Wiśniowski | CCC    | + 21"   |
| 92. | Szymon Sajnok     | CCC    | + 55"   |

| #   | Zawodnik          | Zespół | Czas    |
| --- | ----------------- | ------ | ------- |
| 1.  | Rohan Dennis      | TBM    | 10' 50" |
| 2.  | Maciej Bodnar     | BOH    | + 0"    |
| 3.  | Michael Matthews  | SUN    | + 1"    |
|     |                   |        |         |
| 23. | Łukasz Wiśniowski | CCC    | + 21"   |
| 92. | Szymon Sajnok     | CCC    | + 55"   |

### Etap 2 – 16.06: Langnau im Emmental - Langnau im Emmental, 159,6 km
| #    | Zawodnik          | Zespół | Czas       |
| ---- | ----------------- | ------ | ---------- |
| 1.   | Luis León Sánchez | AST    | 4h 01' 21" |
| 2.   | Peter Sagan       | BOH    | + 6"       |
| 3.   | Matteo Trentin    | MTS    | + 6"       |
|      |                   |        |            |
| 112. | Szymon Sajnok     | CCC    | + 11' 36"  |
| 123. | Łukasz Wiśniowski | CCC    | + 11' 36"  |
| 124. | Maciej Bodnar     | BOH    | + 11' 36"  |

| #    | Zawodnik          | Zespół | Czas       |
| ---- | ----------------- | ------ | ---------- |
| 1.   | Kasper Asgreen    | DQT    | 4h 12' 16" |
| 2.   | Peter Sagan       | BOH    | + 0"       |
| 3.   | Rohan Dennis      | TBM    | + 1"       |
|      |                   |        |            |
| 95.  | Maciej Bodnar     | BOH    | + 11' 31"  |
| 100. | Łukasz Wiśniowski | CCC    | + 11' 52"  |
| 117. | Szymon Sajnok     | CCC    | + 12' 26"  |

### Etap 3 – 17.06: Flamatt - Murten, 162,3 km
| #    | Zawodnik          | Zespół | Czas       |
| ---- | ----------------- | ------ | ---------- |
| 1.   | Peter Sagan       | BOH    | 3h 39' 25" |
| 2.   | Elia Viviani      | DQT    | + 0"       |
| 3.   | John Degenkolb    | TFS    | + 0"       |
|      |                   |        |            |
| 107. | Szymon Sajnok     | CCC    | + 11' 36"  |
| 123. | Łukasz Wiśniowski | CCC    | + 56"      |
| 127. | Maciej Bodnar     | BOH    | + 58"      |

| #    | Zawodnik          | Zespół | Czas       |
| ---- | ----------------- | ------ | ---------- |
| 1.   | Peter Sagan       | BOH    | 7h 51' 31" |
| 2.   | Kasper Asgreen    | DQT    | + 10"      |
| 3.   | Rohan Dennis      | TBM    | + 11"      |
|      |                   |        |            |
| 111. | Szymon Sajnok     | CCC    | + 12' 36"  |
| 116. | Maciej Bodnar     | BOH    | + 12' 39"  |
| 126. | Łukasz Wiśniowski | CCC    | + 12' 58"  |

### Etap 4 – 18.06: Murten - Arlesheim, 163,9 km
| #    | Zawodnik          | Zespół | Czas       |
| ---- | ----------------- | ------ | ---------- |
| 1.   | Elia Viviani      | DQT    | 3h 46' 02" |
| 2.   | Michael Matthews  | SUN    | + 0"       |
| 3.   | Peter Sagan       | BOH    | + 0"       |
|      |                   |        |            |
| 92.  | Maciej Bodnar     | BOH    | + 1' 46"   |
| 95.  | Łukasz Wiśniowski | CCC    | + 1' 48"   |
| 105. | Szymon Sajnok     | CCC    | + 7' 43"   |

| #    | Zawodnik          | Zespół | Czas        |
| ---- | ----------------- | ------ | ----------- |
| 1.   | Peter Sagan       | BOH    | 11h 37' 28" |
| 2.   | Michael Matthews  | SUN    | + 10"       |
| 3.   | Kasper Asgreen    | DQT    | + 15"       |
|      |                   |        |             |
| 104. | Maciej Bodnar     | BOH    | + 14' 30"   |
| 106. | Łukasz Wiśniowski | CCC    | + 14' 51"   |
| 112. | Szymon Sajnok     | CCC    | + 20' 24"   |

### Etap 5 – 19.06: Münchenstein - Einsiedeln, 177,0 km
| #    | Zawodnik          | Zespół | Czas       |
| ---- | ----------------- | ------ | ---------- |
| 1.   | Elia Viviani      | DQT    | 4h 18' 26" |
| 2.   | Peter Sagan       | BOH    | + 0"       |
| 3.   | Jasper Stuyven    | TFS    | + 0"       |
|      |                   |        |            |
| 69.  | Łukasz Wiśniowski | CCC    | + 0"       |
| 84.  | Szymon Sajnok     | CCC    | + 0"       |
| 112. | Maciej Bodnar     | BOH    | + 1' 31"   |

| #    | Zawodnik          | Zespół | Czas        |
| ---- | ----------------- | ------ | ----------- |
| 1.   | Peter Sagan       | BOH    | 15h 55' 48" |
| 2.   | Michael Matthews  | SUN    | + 14"       |
| 3.   | Kasper Asgreen    | DQT    | + 21"       |
|      |                   |        |             |
| 101. | Łukasz Wiśniowski | CCC    | + 14' 57"   |
| 102. | Maciej Bodnar     | BOH    | + 16' 07"   |
| 111. | Szymon Sajnok     | CCC    | + 20' 30"   |

### Etap 6 – 20.06: Einsiedeln – Flumserberg, 120,2 km
| #    | Zawodnik          | Zespół | Czas       |
| ---- | ----------------- | ------ | ---------- |
| 1.   | Antwan Tolhoek    | TJV    | 2h 43' 34" |
| 2.   | Egan Bernal       | INS    | + 17"      |
| 3.   | François Bidard   | ALM    | + 24"      |
|      |                   |        |            |
| 97.  | Łukasz Wiśniowski | CCC    | + 11' 36"  |
| 130. | Szymon Sajnok     | CCC    | + 16' 29"  |
| 138. | Maciej Bodnar     | BOH    | + 16' 58"  |

| #    | Zawodnik          | Zespół | Czas        |
| ---- | ----------------- | ------ | ----------- |
| 1.   | Egan Bernal       | INS    | 18h 40' 18" |
| 2.   | Rohan Dennis      | TBM    | + 12"       |
| 3.   | Patrick Konrad    | BOH    | + 29"       |
|      |                   |        |             |
| 94.  | Łukasz Wiśniowski | CCC    | + 25' 37"   |
| 111. | Maciej Bodnar     | BOH    | + 32' 09"   |
| 119. | Szymon Sajnok     | CCC    | + 36' 03"   |

### Etap 7 – 21.06: Unterterzen – St. Gotthard, 216,6 km
| #    | Zawodnik           | Zespół | Czas       |
| ---- | ------------------ | ------ | ---------- |
| 1.   | Egan Bernal        | INS    | 5h 37' 40" |
| 2.   | Domenico Pozzovivo | TBM    | + 23"      |
| 3.   | Rohan Dennis       | TBM    | + 23"      |
|      |                    |        |            |
| 121. | Maciej Bodnar      | BOH    | + 24' 07"  |
| 134. | Szymon Sajnok      | CCC    | + 28' 42"  |
| 136. | Łukasz Wiśniowski  | CCC    | + 28' 44"  |

| #    | Zawodnik          | Zespół | Czas         |
| ---- | ----------------- | ------ | ------------ |
| 1.   | Egan Bernal       | INS    | 24h 17' 48"  |
| 2.   | Rohan Dennis      | TBM    | + 41"        |
| 3.   | Patrick Konrad    | BOH    | + 1' 13"     |
|      |                   |        |              |
| 110. | Łukasz Wiśniowski | CCC    | + 54' 31"    |
| 114. | Maciej Bodnar     | BOH    | + 56' 26"    |
| 131. | Szymon Sajnok     | CCC    | + 1h 04' 55" |

### Etap 8 – 22.06: Goms – Goms, 19,2 km
| #   | Zawodnik             | Zespół | Czas     |
| --- | -------------------- | ------ | -------- |
| 1.  | Yves Lampaert        | DQT    | 21' 58"  |
| 2.  | Kasper Asgreen       | DQT    | + 5"     |
| 3.  | Søren Kragh Andersen | SUN    | + 10"    |
|     |                      |        |          |
| 18. | Maciej Bodnar        | BOH    | + 55"    |
| 42. | Szymon Sajnok        | CCC    | + 1' 20" |
| 60. | Łukasz Wiśniowski    | CCC    | + 1' 36" |

| #    | Zawodnik          | Zespół | Czas         |
| ---- | ----------------- | ------ | ------------ |
| 1.   | Egan Bernal       | INS    | 24h 40' 24"  |
| 2.   | Rohan Dennis      | TBM    | + 22"        |
| 3.   | Patrick Konrad    | BOH    | + 1' 46"     |
|      |                   |        |              |
| 108. | Łukasz Wiśniowski | CCC    | + 55' 29"    |
| 112. | Maciej Bodnar     | BOH    | + 56' 43"    |
| 127. | Szymon Sajnok     | CCC    | + 1h 05' 37" |

### Etap 9 – 23.06: Goms, 144,4 km
| #   | Zawodnik          | Zespół | Czas       |
| --- | ----------------- | ------ | ---------- |
| 1.  | Hugh Carthy       | EFD    | 3h 01' 49" |
| 2.  | Rohan Dennis      | TBM    | + 1' 02"   |
| 3.  | Egan Bernal       | INS    | + 1' 02"   |
|     |                   |        |            |
| 88. | Łukasz Wiśniowski | CCC    | + 21' 47"  |
| 95. | Szymon Sajnok     | CCC    | + 21' 47"  |
| -   | Maciej Bodnar     | BOH    | DNF        |

| #    | Zawodnik          | Zespół | Czas         |
| ---- | ----------------- | ------ | ------------ |
| 1.   | Egan Bernal       | INS    | 27h 43' 10"  |
| 2.   | Rohan Dennis      | TBM    | + 19"        |
| 3.   | Patrick Konrad    | BOH    | + 3' 04"     |
|      |                   |        |              |
| 101. | Łukasz Wiśniowski | CCC    | + 1h 16' 19" |
| 112. | Szymon Sajnok     | CCC    | + 1h 26' 27" |

## Liderzy klasyfikacji po etapach
| Etap                 | Zwycięzca            | Klasyfikacja generalna | Klasyfikacja górska | Klasyfikacja punktowa | Klasyfikacja młodzieżowa | Klasyfikacja drużynowa · |
| -------------------- | -------------------- | ---------------------- | ------------------- | --------------------- | ------------------------ | ------------------------ |
| 1                    | Rohan Dennis         | Rohan Dennis           | –                   | Rohan Dennis          | Kasper Asgreen           | Bora-Hansgrohe           |
| 2                    | Luis León Sánchez    | Kasper Asgreen         | Claudio Imhof       | Rohan Dennis          | Kasper Asgreen           | Team Sunweb              |
| 3                    | Peter Sagan          | Peter Sagan            | Claudio Imhof       | Peter Sagan           | Kasper Asgreen           | Team Sunweb              |
| 4                    | Elia Viviani         | Peter Sagan            | Claudio Imhof       | Peter Sagan           | Kasper Asgreen           | Team Sunweb              |
| 5                    | Elia Viviani         | Peter Sagan            | Claudio Imhof       | Peter Sagan           | Kasper Asgreen           | Team Sunweb              |
| 6                    | Antwan Tolhoek       | Egan Bernal            | Claudio Imhof       | Peter Sagan           | Egan Bernal              | UAE Team Emirates        |
| 7                    | Egan Bernal          | Egan Bernal            | Egan Bernal         | Peter Sagan           | Egan Bernal              | Movistar Team            |
| 8                    | Yves Lampaert        | Egan Bernal            | Egan Bernal         | Peter Sagan           | Egan Bernal              | Movistar Team            |
| 9                    | Hugh Carthy          | Egan Bernal            | Hugh Carthy         | Peter Sagan           | Egan Bernal              | Movistar Team            |
| Klasyfikacja końcowa | Klasyfikacja końcowa | Egan Bernal            | Hugh Carthy         | Peter Sagan           | Egan Bernal              | Movistar Team            |